# Trenton (Ohio)
Trenton es una ciudad ubicada en el condado de Butler en el estado estadounidense de Ohio. En el Censo de 2010 tenía una población de 11869 habitantes y una densidad poblacional de 1.004,31 personas por km².

## Geografía
Trenton se encuentra ubicada en las coordenadas 39°28′45″N 84°27′43″O / 39.47917, -84.46194. Según la Oficina del Censo de los Estados Unidos, Trenton tiene una superficie total de 11.82 km², de la cual 11.82 km² corresponden a tierra firme y (0%) 0 km² es agua.

## Demografía
Según el censo de 2010, había 11869 personas residiendo en Trenton. La densidad de población era de 1.004,31 hab./km². De los 11869 habitantes, Trenton estaba compuesto por el 96.2% blancos, el 0.97% eran afroamericanos, el 0.15% eran amerindios, el 0.48% eran asiáticos, el 0.02% eran isleños del Pacífico, el 0.29% eran de otras razas y el 1.89% pertenecían a dos o más razas. Del total de la población el 1.67% eran hispanos o latinos de cualquier raza.